# Associated Board of the Royal Schools of Music
La Associated Board of the Royal Schools of Music (ABRSM) es una organización examinadora del Reino Unido especializada en la evaluación musical por niveles. Fundada en 1889, ofrece exámenes prácticos y teóricos en más de 90 países, con más de 650.000 candidatos anuales. La entidad está vinculada a cuatro conservatorios (instituciones de educación superior) británicos: la Royal Academy of Music, el Royal College of Music, el Royal Northern College of Music y el Royal Conservatoire of Scotland.
Aunque sus titulaciones no tienen una equivalencia automática con los sistemas oficiales de educación superior en todos los países, gozan de reconocimiento profesional, especialmente en países anglófonos.

## Historia
La ABRSM fue establecida en Londres en 1889 por Alexander MacKenzie y George Grove, entonces directores de la Royal Academy of Music y el Royal College of Music, respectivamente. Su objetivo era proporcionar un sistema estandarizado y fiable de evaluación para estudiantes de música, especialmente fuera de las grandes instituciones.
El primer consejo directivo incluyó a figuras destacadas como Arthur Sullivan, Charles Villiers Stanford y Hubert Parry, y contó con el patrocinio del Príncipe de Gales, futuro Eduardo VII.
El sistema se expandió rápidamente fuera del Reino Unido. A finales del siglo XIX ya operaba en colonias británicas como Sudáfrica, Australia, Nueva Zelanda y Canadá. Durante el siglo XX, la ABRSM amplió su alcance a nivel global, convirtiéndose en uno de los principales proveedores de certificaciones musicales de su tipo.

## Programas y titulaciones
La ABRSM ofrece un sistema escalonado de evaluaciones musicales que abarca desde niveles elementales hasta diplomas avanzados. Los exámenes evalúan tanto habilidades prácticas (interpretación, lectura a primera vista, entonación) como conocimientos teóricos (análisis, armonía, historia de la música).
Además de los ocho grados estándar (Grades 1–8), la institución ofrece tres niveles de diploma profesional:
- DipABRSM (Diploma)
- LRSM (Licentiate)
- FRSM (Fellowship)

Estos títulos se imparten en varias especialidades, como interpretación instrumental, enseñanza musical y dirección, y están regulados por organismos oficiales del Reino Unido como Ofqual. Su equivalencia dentro del sistema británico de cualificaciones varía según el nivel, no siendo titulaciones académicas universitarias en ningún caso, pero si certificando un estándar interpretativo equivalente al requerido para un título académico oficial de un conservatorio británico.

## Presencia internacional
Aunque la ABRSM no otorga títulos oficiales reconocidos por todos los sistemas universitarios, sus certificaciones son utilizadas como referencia en numerosos programas educativos. En países como España, donde el sistema oficial de enseñanzas artísticas ha sido armonizado recientemente con el Marco Europeo de Cualificaciones, las titulaciones de la ABRSM pueden ser utilizadas de forma complementaria, aunque sin efectos académicos o de titulación.[cita requerida]

## Críticas y debates
Algunos expertos han señalado que, a pesar de su prestigio, el enfoque estandarizado de la ABRSM puede no adaptarse a todas las realidades pedagógicas ni a todos los repertorios culturales.[cita requerida] También se ha debatido sobre la falta de equivalencia formal de sus diplomas con títulos universitarios fuera del Reino Unido, salvo en contextos muy específicos.